# Карачали (Струмишко)
 Тази статия е за селото в Струмишко.  За селото в Драмско вижте Карачали (дем Драма).  
Карачали или Кара Чали (на македонска литературна норма: Карачали) е бивше село в Северна Македония, разположено на територията на община Василево.

## География
Селото е било разположено в южните склонове на Огражден, северно от Струмица и южно от Висока махала.

## Етимология
Етимологията на името на селото е от турски:  Kara Çalı, „Черен трън“.

## История
В края на XIX век Карачали е турско село в Струмишката кааза на Османската империя. В „Етнография на вилаетите Адрианопол, Монастир и Салоника“, издадена в Константинопол в 1878 година и отразяваща статистиката на населението от 1873 година, Баянци (Bayantzi) е посочено като село с 15 домакинства, като жителите му са 34 мюсюлмани. Според статистиката на митрополит Герасим Струмишки („Материали по географията. Струмишко“) от 1896 година Кара-чали има 10 къщи, всички мухамедански. Според статистиката на Васил Кънчов („Македония. Етнография и статистика“) от 1900 година Кара Чали е населявано от 50 души, всички турци.